# LK-99
LK-99 (اختصار لـ Lee‒Kim‒1999  ) هو موصل فائق محتمل في درجة حرارة الغرفة له مظهر رمادي - أسود.  :  ذو هيكل سداسي عُدل قليلاً من الرصاص - الأباتيت، عن طريق إدخال كميات صغيرة من النحاس. تم اكتشاف المادة وتصنيعها لأول مرة بواسطة فريق من الباحثين بما في ذلك Sukbae Lee ( 이석배 ) وجي هون كيم ( 김지훈 ) من جامعة كوريا .  : 1 يدعي الفريق أنه يعمل كموصل فائق عند الضغط المحيط وأقل من 400 ك (127 °م؛ 260 °ف) (127 درجة مئوية ؛ 260 درجة فهرنهايت) .   : 1 
اعتبارًا من 3 أغسطس 2023، لم تتم مراجعة توليف LK-99 ومراقبة الموصلية الفائقة في أي درجة حرارة بواسطة النظراء أو تكرارها بشكل مستقل.  تحدث الكثير حول العالم عن هذا الإعلان، بينما شكك الجانب العلمي في هذه الادعاءات،  نظرًا للفشل المتكرر للادعاءات السابقة المشابهة، والأخطاء والتناقضات في ما قبل الأوراق المنشورة. تحاول الفرق المستقلة تكرار عمل الفريق الكوري الجنوبي، مع توقع النتائج في أغسطس 2023 بسبب الطريقة المباشرة لإنتاج المواد. 
نُشرت الدراسات الأولية عن الاكتشاف في مستودع الوصول المفتوح لمطبوعات arXiv الإلكترونية. ادعى لي أن أوراق ما قبل الطباعة التي تم تحميلها كانت غير مكتملة،  بينما المؤلف المشارك هيون-تاك كيم ( 김현탁 ) ذكر أن إحدى الأوراق احتوت على عيوب. 